# Llista de reis de València
| El senyal reial, també emprat com a emblema reial a València |  | El senyal reial, també emprat com a emblema reial a València                                                                          |
| El senyal reial, també emprat com a emblema reial a València |  | Antic escut de València, usat juntament amb l'escut apuntat dels quatre pals fins al 1377, quan s'establí l'escut caironat i coronat. |

El que segueix és la llista de reis de València des de la creació del Regne de València per Jaume I el Conqueridor el 1238 fins a la promulgació dels Decrets de Nova Planta el 1707. El Regne de València, juntament amb el Regne d'Aragó, el Regne de Mallorca i el Principat de Catalunya, van constituir la Corona d'Aragó en una unió aeque principaliter fins a la unificació jurídica amb la Corona de Castella. El Regne de València va continuar amb la seva denominació fins a la divisió provincial de 1833 de Javier de Burgos quan fou dividit en les províncies de València, Castelló i Alacant.

## Llista
| Nom | Retrat | Armes | Naixement                                                                            | Noces | Mort !! style="width:17.5%" \| Dinastia       |            |
| --- | ------ | ----- | ------------------------------------------------------------------------------------ | --- | --------------------------------------------- | ---------- |
| Jaume I El Conqueridor 9 d'octubre de 1238 – 21 de juliol de 1276 37 anys, 286 dies |        |       | 2 de febrer de 1208 MontpellerFill de Pere II i Maria de Montpeller                  | (1) Elionor de Castella 1221 - 1229 1 fill(2) Violant d'Hongria 1235 - 1251 9 fills(3) Teresa Gil 1255 - 1265 2 fills                                           | 27 de juliol de 1276 Alzira                   | Aragó      |
| Pere I El Gran 21 de juliol de 1276 – 10 de novembre de 1285 9 anys, 112 dies |        |       | 1239/1240 ValènciaFill de Jaume I i Violant d'Hongria                                | (1) Constança de Sicília 1262 - 1285 6 fills | 10 de novembre de 1285 Vilafranca del Penedès | Aragó      |
| Alfons I El Franc 11 de novembre de 1285 – 18 de juny de 1291 5 anys, 220 dies |        |       | 4 de novembre de 1265 ValènciaFill de Pere I i Constança de Sicília                  | (1) Elionor d'Anglaterra 1282 - 1291 Cap fill | 18 de juny de 1291 Barcelona                  | Aragó      |
| Jaume II El Just 18 de juny de 1291 – 2 de novembre de 1327 36 anys, 137 dies |        |       | 10 d'agost de 1267 ValènciaFill de Pere I i Constança de Sicília                     | (1) Isabel de Castella 1291 - 1294(2) Blanca d'Anjou 1295 - 1310 10 fills(3) Maria de Xipre 1315 - 1322(4) Elisenda de Montcada 1322 - 1327                     | 2 de novembre de 1327 Barcelona               | Aragó      |
| Alfons II El Benigne 2 de novembre de 1327 – 24 de gener de 1336 8 anys, 83 dies |        |       | 2 de novembre de 1299 NàpolsFill de Jaume II i Blanca d'Anjou                        | (1) Teresa d'Entença 1314 - 1327 7 fills(2) Elionor de Castella 1329 - 1336 2 fills                                                                             | 24 de gener de 1336 Barcelona                 | Aragó      |
| Pere II El Cerimoniós 25 de gener de 1336 – 5 de gener de 1387 50 anys, 345 dies |        |       | 5 de setembre de 1319 BalaguerFill de Alfons II i Teresa d'Entença                   | (1) Maria de Navarra 1338 - 1347 4 fills(2) Elionor de Portugal 1347 - 1348(3) Elionor de Sicília 1349 - 1375 4 fills(4) Sibil·la de Fortià 1377 - 1387 3 fills | 5 de gener de 1387 Barcelona                  | Aragó      |
| Joan I El Caçador 5 de gener de 1387 – 19 de maig de 1396 9 anys, 135 dies |        |       | 27 de desembre de 1350 PerpinyàFill de Pere II i Elionor de Sicília                  | (1) Mata d'Armanyac 1373 - 1378 5 fills(2) Violant de Bar 1380 - 1396 7 fills                                                                                   | 19 de maig de 1396 Foixà                      | Aragó      |
| Martí I L'Humà 19 de maig de 1396 – 31 de maig de 1410 14 anys, 12 dies |        |       | 29 de juliol de 1356 PerpinyàFill de Pere II i Elionor de Sicília                    | (1) Maria de Luna 1372 - 1406 4 fills(2) Margarida de Prades 1409 - 1410                                                                                        | 31 de maig de 1410 Barcelona                  | Aragó      |
| Després de la mort sense descendència de Martí l'Humà, interregne (1410-1412) que s'acaba amb el Compromís de Casp. A València esclatà una guerra civil, les "bandositats de València", entre les dues famílies més importants: els Vilaragut, Urgellistes i els Centelles, antiurgellistes |        |       |                                                                                      | |                                               |            |
| Ferran I D'Antequera 28 de juny de 1412 – 2 d'abril de 1416 3 anys, 279 dies |        |       | 27 de novembre de 1380 Medina del CampoFill de Joan I de Castella i Elionor d'Aragó  | (1) Elionor d'Alburquerque 1395 - 1416 7 fills | 2 d'abril de 1416 Igualada                    | Trastàmara |
| Alfons III El Magnànim 3 d'abril de 1416 – 27 de juny de 1458 42 anys, 85 dies |        |       | 24 de febrer de 1396 Medina del CampoFill de Ferran I i Elionor d'Alburquerque       | (1) Maria de Castella 1415 - 1458 | 27 de juny de 1458 Nàpols                     | Trastàmara |
| Joan II El Gran 27 de juny de 1458 – 20 de gener de 1479 20 anys, 207 dies |        |       | 29 de juny de 1398 Medina del CampoFill de Ferran I i Elionor d'Alburquerque         | (1) Blanca I de Navarra 1419 - 1441 4 fills(2) Joana Enríquez 1444 - 1468 4 fills                                                                               | 20 de gener de 1479 Barcelona                 | Trastàmara |
| Ferran II El Catòlic 20 de gener de 1479 – 23 de gener de 1516 37 anys, 3 dies |        |       | 10 de març de 1452 SosFill de Joan II i Joana Enríquez                               | (1) Isabel I de Castella 1469 - 1504 5 fills(2) Germana de Foix 1505 - 1516 1 fill                                                                              | 23 de gener de 1516 Madrigalejo               | Trastàmara |
| Unió dinàstica de la Corona d'Aragó amb Castella; el govern es feu mitjançant virreis. |        |       |                                                                                      | |                                               |            |
| Carles I L'Emperador 19 de setembre de 1517 – 16 de gener de 1556 38 anys, 119 dies |        |       | 24 de febrer de 1500 GantFill de Felip I de Castella i Joana I                       | (1) Isabel de Portugal i d'Aragó 1526 - 1539 7 fills | 21 de setembre de 1558 Cuacos de Yuste        | Habsburg   |
| Felip II El Prudent 16 de gener de 1556 – 13 de setembre de 1598 42 anys, 240 dies |        |       | 21 de maig de 1527 ValladolidFill de Carles I i Isabel de Portugal i d'Aragó         | (1) Maria de Portugal 1543 - 1545 1 fill(2) Maria Tudor 1554 - 1558(3) Isabel de Valois 1559 - 1568 2 fills(4) Anna d'Àustria 1570 - 1580 5 fills               | 13 de setembre de 1598 El Escorial            | Habsburg   |
| Felip III El Pietós 13 de setembre de 1598 – 31 de març de 1621 22 anys, 199 dies |        |       | 14 d'abril de 1578 MadridFill de Felip I i Anna d'Àustria                            | (1) Margarida d'Àustria 1599 - 1611 8 fills | 31 de març de 1621 Madrid                     | Habsburg   |
| Felip IV El Gran 31 de març de 1621 – 17 de setembre de 1665 44 anys, 170 dies |        |       | 8 d'abril de 1605 ValladolidFill de Felip II i Margarida d'Àustria                   | (1) Isabel de França 1615 - 1644 7 fills(2) Marianna d'Austria 1649 - 1665 6 fills                                                                              | 17 de setembre de 1665 Madrid                 | Habsburg   |
| Carles II L'Embruixat 17 de setembre de 1665 – 1 de novembre de 1700 35 anys, 45 dies |        |       | 6 de novembre de 1661 MadridFill de Felip III i Marianna d'Austria                   | (1) Maria Lluïsa d'Orleans 1679 - 1689(2) Marianna del Palatinat-Neuburg 1690 - 1700                                                                            | 1 de novembre de 1700 Madrid                  | Habsburg   |
| A la mort de Carles II, el 1700, comença la Guerra de Successió Espanyola. |        |       |                                                                                      | |                                               |            |
| Felip V L'Animós 1 de novembre de 1700 – 1705 4 anys, 29 dies |        |       | 19 de desembre de 1683 VersallesFill de Lluís de França i Marianna de Baviera        | (1) Maria Lluïsa de Savoia 1701 - 1714 4 fills(2) Isabel Farnese 1714 - 1746 7 fills                                                                            | 9 de juliol de 1746 Madrid                    | Borbó      |
| Carles VI L'Arxiduc 1705 – 1707 2 anys, 0 dies |        |       | 1 d'octubre de 1685 VienaFill de Leopold I d'Àustria i Elionor del Palatinat-Neuburg | (1) Elisabet Cristina de Brunsvic-Wolfenbüttel 1708 - 1740 4 fills                                                                                              | 20 d'octubre de 1740 Viena                    | Habsburg   |

Encara que el regne de València va ser desmantellat amb els Decrets de Nova Planta de 1707, els monarques espanyols han seguit utilitzant el títol de rei de València fins a l'actualitat.

### Pretendents al tron
- Pere III (1464-1466)[3][4] (Avís)
- Renat I (1466-1472)[3][4] (Anjou)
- Carles III (1705[a]-1707) (Habsburg)